# Battaglia di Quatre-Bras
La battaglia di Quatre-Bras fu combattuta fra una parte dell'Armata dei Paesi Bassi del duca di Wellington e l'ala sinistra dell'Armée du Nord, comandata dal Maresciallo Ney il 16 giugno 1815, dinanzi al quadrivio di Quatre-Bras, al giorno d'oggi in Belgio (allora parte del Regno dei Paesi Bassi).

## Antefatto

Mappa della campagna di Waterloo

Il quadrivio di Quatre-Bras era di importanza strategica perché chi ne avesse preso il controllo, avrebbe potuto spostarsi da Nord-Ovest a Sud-Est lungo la strada Nivelles-Namur verso Ligny dove francesi e prussiani combatterono l'omonima battaglia. Se l'esercito alleato del Duca di Wellington fosse riuscito ad incontrare quello prussiano, le due forze avrebbero superato l'esercito francese per numero di uomini e di artiglieria. La strategia di Napoleone era quella di attraversare il confine belga senza destare allerta nelle forze avversarie ed inserirsi come un cuneo fra i loro eserciti così da sconfiggere i Prussiani prima che potessero essere raggiunti dall'esercito di Wellington. Nonostante i comandanti della coalizione potessero aver notizie dei movimenti delle truppe francesi, la strategia di Napoleone sembrò in principio avere successo.
(Il Duca di Wellington)
Wellington commise un grave errore a non reagire subito, alle prime notizie che l'Armée du Nord aveva dato inizio di fatto alla guerra la notte del 15 giugno. Egli credette che Napoleone avesse in mente una falsa manovra strategica per trarlo in inganno e che l'attacco alle truppe prussiane, comandate dal Conte von Ziethen, avvenuto alle 04:30 a Thuin, vicino a Charleroi, fosse una diversione per poi attaccare più tardi Mons.
Il primo rapporto dell'inizio delle ostilità, giunse a Bruxelles alle 9:00 ma Wellington esitò. Il Principe d'Orange confermò la notizia al suo arrivo a Bruxelles intorno alle 15:00 così come Blücher fece in un dispaccio delle 17:00, che probabilmente non arrivò mai a destinazione. Soltanto dopo la terza conferma, da parte del Maggior-Generale Sir William Dörnberg, arrivata assai tardivamente alle 18:00, Wellington, che si trovava nel frattempo al ballo della Duchessa di Richmond con la maggior parte degli ufficiali e degli attaché alleati, comprendendo il precipitare degli eventi, diede i primi ordini. Questo significò che era ormai troppo tardi per far muovere l'intera armata e pertanto provvide a dare dei rinforzi al feldmaresciallo Blücher soltanto nella mattinata del 16 giugno, inviando la V Divisione di Sir Thomas Picton. Comunque, non era quello che avrebbe voluto lo Stato Maggiore prussiano. Egli diede ai prussiani l'impressione che sarebbe potuto intervenire in loro soccorso soltanto il giorno seguente.
Wellington forse mancò anche di ordinare, a tutto il suo esercito, di dirigersi a Quatre Bras il 16 giugno, nonostante successivamente ebbe a dichiarare: «... gli ordini da me dati, non vennero ricevuti secondo le mie disposizioni». Egli fu comunque molto fortunato, poiché il Maggior-Generale Barone Constant de Rebecq, capo dello staff del Principe d'Orange, prese l'iniziativa e decise di disubbidire agli ordini di Sua Altezza e del Duca che avrebbero voluto assemblare le forze a Nivelles decidendo invece di dirigersi verso Quatre-Bras per frapporsi all'avanzata delle forze francesi del Maresciallo Ney. Questa decisione di concentrare le truppe a Quatre-Bras, venne presa, in parte, in seguito al ritardo degli ordini del Quartier Generale alleato.

## Il campo di battaglia
La battaglia venne combattuta attorno al quadrivio di Quatre-Bras, un piccolo villaggio di sole quattro case. Questo incrocio, vedeva la connessione fra la strada Charleroi-Bruxelles e quella Nivelles-Namur.
A Sud-Ovest dell'incrocio vi era il bosco di Bossu. A Sud del bosco si trovavano le due fattorie di Petit e Grand Pierrepont, mentre a sud del quadrivio era ubicata la fattoria di Gemioncourt, vicino ad un piccolo ruscello che scorreva nel fondovalle. Il terreno saliva poi di nuovo verso Sud. A nord di Quatre-Bras il terreno si sviluppava in contropendenza.

## La battaglia
All'inizio della battaglia, l'ala sinistra dell'Armée du Nord, forte di 18 000 uomini (comprendenti 2 000 cavalieri e 32 cannoni) sotto il comando del Maresciallo dell'Impero Michel Ney, si fronteggiò con la fanteria del Principe d'Orange composta da 8 000 soldati e 16 cannoni. Gli olandesi erano dispiegati leggermente a sud del quadrivio di Quatre-Bras. Il Principe d'Orange, ricevette un sostanziale aiuto dal contingente del Brunswick, quest'ultimo guidato dal Duca di Brunswick, che non sopravviverà alla battaglia. Mentre la battaglia era in corso arrivarono altre brigate dell'esercito britannico ed intorno alle 15:00 il Duca di Wellington in persona giunse sul campo di battaglia. Nel corso della giornata, le truppe francesi crebbero di 24 000 unità.
L'attacco francese avvenne intorno alle 12:00. Ney creò una massiccia batteria di 22 cannoni da 12 libbre ed iniziò a tempestare le posizioni avversarie. Uno sciame di schermaglia precedette l'attacco delle colonne francesi. Gli Olandesi risposero con salve di moschetti ma, essendo in inferiorità numerica, furono costretti ad arretrare. Le truppe di Nassau si ritirarono fino alla fattoria Grand-Pierrepont e le forze olandesi di Bylandt alla fattoria Gemioncourt.
Dopo poco arrivò la fresca divisione del principe Jérôme Bonaparte che avanzò contro Grand-Pierrepont. Gli uomini di Nassau comandati dal principe Bernardo di Sassonia-Weimar-Eisenach furono costretti ad arretrare, abbandonando la fattoria e rifugiandosi nel bosco di Bossu. Lì combatterono, albero per albero, rallentando l'avanzata francese. Le truppe olandesi trincerate a Gemiancourt furono una spina nel fianco dell'esercito francese. Uno dei battaglioni di riserva francesi, il 5° di linea, lasciò sul campo il 62% dei propri effettivi. Gli Olandesi persero e riconquistarono la fattoria per diverse volte, ma finirono per dover ripiegare verso il crocevia.
Attorno alle 14:00, Ney iniziò un attacco coordinato di fanteria, artiglieria e cavalleria contro Quatre-Bras. Confrontandosi con tre divisioni di fanteria ed una brigata di cavalleria, la situazione divenne disperata per la II Divisione olandese.

### L'arrivo della cavalleria olandese e l'avanzata francese

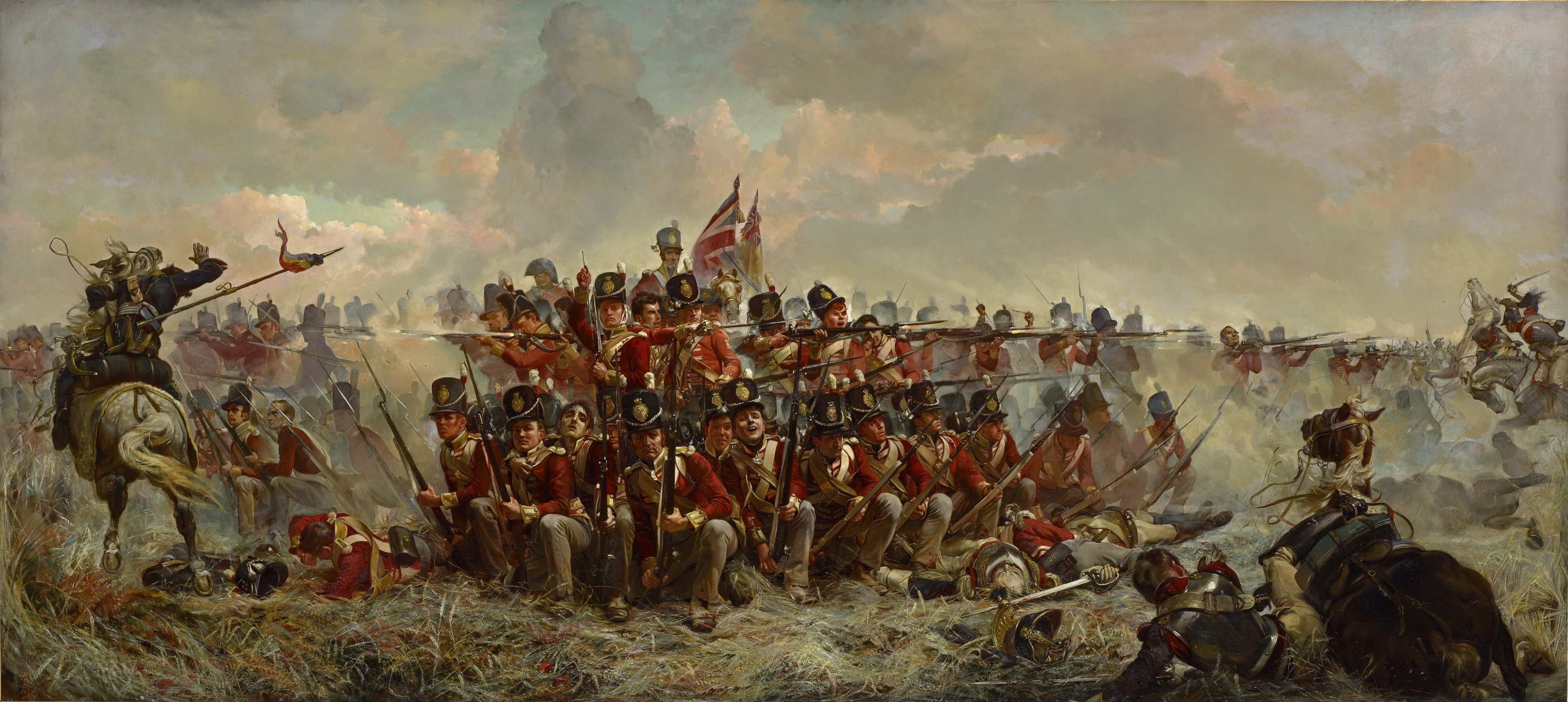
Lady Butler, Il 28º reggimento a Quatre-Bras. Olio su tela, 1875.

Intorno alle 15:00 da Nivelle arrivò la II Brigata di cavalleria leggera dei Paesi Bassi al comando del Maggior-Generale Barone van Merlen, mentre dalla via per Bruxelles giunsero il Duca di Richmond e Sir Thomas Picton con la V Divisione britannica. Poco dopo arrivò il Duca di Wellington e lo staff reale, dopo l'incontro con Blücher sulle alture di Saint-Amand, presso Ligny.
La cavalleria di Van Merlen caricò la fanteria francese costringendola a ripiegare e questo diede la possibilità, alle stremate truppe olandesi di riorganizzarsi. Alla fanteria britannica venne ordinato di disporsi in linea dinanzi alla via Nivelle-Namur. In ogni caso, quando la cavalleria olandese ripiegò verso il quadrivio, respinta dai lancieri francesi, fu presa a segno per errore della fanteria scozzese, in quanto le uniformi erano assai simili a quelle dei Cacciatori a cavallo francesi.
Alle 16:00, Ney ricevette l'ordine da parte di Napoleone di attaccare in maniera vigorosa. Il maresciallo inviò un dispaccio al II Corpo d'Armata, sotto il comando del Generale Reille, di attaccare a fondo le linee nemiche. Inoltre Ney ricette anche i rinforzi di una brigata di cavalleria pesante del generale François Étienne Kellermann, in quanto le altre tre brigate, che costituivano il III corpo d'armata di cavalleria, rimasero a Frasnes per ordine di Ney.
Ney rimase così senza fanteria di riserva per supportare l'avanzata contro le linee degli anglo-alleati e chiese di rinforzo la fanteria di d'Erlon che marciava con Napoleone alla volta di Ligny. A causa dell'indecisione di d'Erlon se eseguire gli ordini del maresciallo Ney, suo diretto superiore, o quelli dell'Imperatore, il I Corpo marciò avanti e indietro da Ligny senza combattere. Ci sono stati molti dibattiti su quanto avrebbe potuto accadere se d'Erlon avesse potuto partecipare all'una od all'altra battaglia.
Alle 16:15, le forze francesi avanzarono, quasi tutte assieme, verso il quadrivio difeso dai Tedeschi e dagli Olandesi. Il Duca di Brunswick guidò gli ulani contro le colonne nemiche, ma venne colpito a morte nella mischia e portato via dal campo, mentre ciò che restava della sua cavalleria ripiegò precipitosamente verso il quadrivio. Dall'altra parte della via maestra, le due brigate della divisione di Picton furono caricate dalla cavalleria francese, e pur riuscendo a formare i quadrati ed a respingere i nemici, il battaglione scozzese del 1/42° (Black Watch) ed il 2/44° vennero investiti e subirono perdite pesantissime. Per quanto riguarda la Black Watch, i lancieri francesi vi erano piombati addosso proprio nella delicata fase di transizione dalla formazione in colonna di marcia a quella in quadrato. Nonostante la situazione pericolosissima, la fanteria scozzese completò la manovra chiudendo il quadrato, e alcuni lancieri restarono prigionieri all'interno finendo per essere uccisi a baionettate. Il tenente colonnello Sir Robert Macara, ferito durante il combattimento, mentre veniva portato nelle retrovie adagiato su una coperta, fu raggiunto da alcuni lancieri e massacrato senza pietà assieme agli altri soldati che lo trasportavano. A Waterloo, le truppe scozzesi si sarebbero ricordate di questo spietata azione nemica. Per quanto riguarda il 44°, invece, non vi fu il tempo materiale di chiudersi in quadrato; tuttavia la fanteria riuscì a resistere all'impeto dei cavalleggeri con una manovra eseguita con la massima freddezza: dalla formazione di colonna di marcia, gli ufficiali ordinarono il dietro-front alle ultime file e il reggimento fu così in grado di fare fronte sui due lati della linea ai cavalleggeri francesi. Il fuoco ben diretto dei moschetti fece il resto. Il Principe d'Orange, che si era trovato nel mezzo della carica, si salvò solo grazie alla rapidità del suo destriero. Wellington e il suo staff furono costretti a rifugiarsi velocemente nel quadrato degli scozzesi del 1/92° (Gordon Highlanders). La cavalleria olandese e gli ussari del Brunswick caricarono i francesi chiudendo il varco che avevano aperto e costringendoli a ritirarsi.

### L'arrivo di Sir Charles Alten e la grande carica dei corazzieri
Nel frattempo da Nivelle, richiamate dal duca, giunsero altre due brigate della III Divisione anglo-hannoveriana, comandate dal Tenente-Generale Sir Charles Alten.
Mentre Picton faceva retrocedere la sua divisione per riorganizzarla, il Principe d'Orange ordinò ad Alten di disporre le sue due brigate davanti a Quatre Bras per proteggere le altre truppe in ripiegamento. Nello stesso momento Ney ordinò a Kellermann di spazzare via tutto ciò che si trovava dinanzi al quadrivio con la sua cavalleria pesante. Il generale, dopo aver protestato inutilmente contro Ney, in quanto riteneva fosse una manovra suicida per l'esiguità delle truppe a disposizione, guidò così i due interi reggimenti di corazzieri contro la divisione di Alten, ordinando di partire direttamente alla carica perché temeva che i corazzieri non lo avrebbero seguito. La 5ª Brigata britannica di Sir Colin Halkett fu travolta dall'impeto della carica della cavalleria francese. Il 2/69º Reggimento, che si trovava alla testa della brigata, fece fuoco contro il nemico a meno di trenta passi, ma metà del quadrato venne travolto e spazzato via e la bandiera fu catturata dal nemico. I corazzieri aggirarono il solido quadrato del 2/30°, che si era riparato dietro a una siepe, ed assaltarono il 2/71° che in preda al panico ruppe i ranghi e si rifugiò nel bosco. Il quadrato del 2/33°, che aveva retto a stento l'urto dei corazzieri perdendo la bandiera, fu investito dalla mitraglia dell'artiglieria francese. Tre quarti degli uomini furono falciati ed il tenente colonnello George Elphistone non fu in grado di radunare i sopravvissuti, i quali si diedero alla fuga verso le retrovie. La cavalleria francese intanto continuò a caricare per aprirsi la strada verso Quatre-Bras, travolse due battaglioni del Brunswick e una batteria di cannoni olandesi piombando infine su Wellington e il suo staff che furono costretti a rifugiarsi nuovamente nel quadrato degli scozzesi del 1/92°. Ma la carica francese si era spinta troppo a fondo e i quadrati alleati iniziarono il loro preciso fuoco di fila, abbattendo un centinaio di corazzieri, proprio mentre la cavalleria olandese caricò di nuovo frontalmente rigettandoli indietro. Kellermann, caduto da cavallo, fu portato via da due suoi attendenti, scarmigliato e senza cappello.

### L'arrivo delle Guardie inglesi
Vedendo la rotta dei corazzieri di Kellerman, Ney allora disobbedì agli ordini di Napoleone,di attaccare i prussiani da dietro per dare manforte nella Battaglia di Ligny.  Egli portò in prima linea la cavalleria leggera della Guardia per coprire la nuova avanzata della fanteria.
Il principe Jérôme Bonaparte respinse lentamente gli alleati dal bosco di Bossu verso la strada maestra, ma, proprio in quel momento, tre brigate anglo-alleate ricacciarono i Francesi verso la loro posizione di partenza. Erano infatti giunte da Bruxelles le due brigate delle Guardie inglesi e il 1º Reggimento di Nassau, sotto il comando del maggior generale barone Arioff von Kruse.

Mentre i Tedeschi avanzarono contro i Francesi di Jêrome, i quattro battaglioni delle Guardie di Maitland e Byng assaltarono Grand-Pierrepont, ma colti di sorpresa da due reggimenti di Cacciatori a cavallo di Piré, ripiegarono velocemente nel bosco lasciando sul campo quasi cinquecento uomini. Il giovane Lord Hay venne ucciso mentre proteggeva gli stendardi del 2/1° Guardie.

### L'arrivo di Lord Uxbridge e della cavalleria britannica
Frattanto la giornata giungeva al termine ed una fitta pioggia iniziò a cadere sul campo si battaglia. In quel momento sopraggiunse anche l'intera cavalleria britannica sotto il comando del Conte di Uxbridge con parecchie batterie ippotrainate.
Appresa la notizia della sconfitta dei prussiani a Ligny, Wellington diede l'ordine di incominciare una lenta ritirata verso Bruxelles. Inviò anche il Tenente-Colonnello Sir Alexander Gordon con una scorta di ussari verso Namur in cerca dello Stato Maggiore prussiano per mettersi in contatto l'attaché Maggior-Generale Barone von Müffling.
Lord Uxbridge, vedendo la fanteria francese venire avanti con incertezza, fece avanzare le due brigate di cavalleria pesante. I Francesi, esausti e scompaginati, furono colti dal panico e ruppero i ranghi iniziando una precipitosa ritirata che poi si estese a tutto il fianco sinistro. Ciò permise alle esauste truppe alleate di iniziare il progressivo ripiegamento.
A Genappe, durante la ritirata alleata, Lord Uxbridge, alla testa di uno squadrone di dragoni leggeri si spinse temerariamente sino a pochi passi dai lancieri francesi, ma visto che era impossibile caricarli, si ritirò velocemente per proteggere le truppe alleate.
La batteria di Sir Robert Gardiner sparò le ultime scariche di mitraglia disperdendo la cavalleria nemica, prima che i combattimenti cessassero.

## Conclusioni
La battaglia costò a Ney 4 300 uomini ed a Wellington 4 800 Nonostante la battaglia si fosse conclusa con una vittoria tattica per Lord Wellington, che era riuscito a fermare l'avanzata francese, fu però anche una sconfitta strategica per il Duca, il quale non era riuscito a inviare rinforzi ai Prussiani impegnati nella contemporanea battaglia di Ligny. L'Armata dei Paesi Bassi perciò, appresa la sconfitta prussiana, fu costretta a ripiegare verso Nord alla volta di Bruxelles per ricongiungersi con l'esercito di Blücher che, per sganciarsi dall'inseguimento di Grouchy, si ritirava velocemente a Nord-Est, verso Wavre.
Napoleone scelse di inseguire Wellington con il grosso delle sue truppe e due giorni dopo andò incontro al suo destino nella battaglia di Waterloo.